# مسجد جامع نیستانک و حنف
مسجد جامع نیستانک و حنف مربوط به دوره ایلخانی است و در شهرستان نائین، بخش مرکزی، دهستان بهارستان، روستای نیستانک، محله قلاع، جنب قلعه قدیمی نیستانک واقع شده و این اثر در تاریخ ۲۰ اسفند ۱۳۸۵ با شمارهٔ ثبت ۱۸۱۱۶ به‌عنوان یکی از آثار ملی ایران به ثبت رسیده است.